# Arantxa Parra Santonja
Arantxa Parra Santonja (* 9. November 1982 in Valencia) ist eine ehemalige spanische Tennisspielerin.

## Karriere
Parra Santonja begann im Alter von zehn Jahren mit dem Tennissport. Im Jahr 2000 wurde sie Profi, 2001 feierte sie ihren ersten Titelgewinn.
Ihre größten Erfolge auf der WTA Tour erzielte sie im Doppel. Sie gewann elf Doppeltitel, vier zusammen mit Anabel Medina Garrigues sowie jeweils drei an der Seite von Lourdes Domínguez Lino und Nuria Llagostera Vives. Dazu kommen elf Einzel- und neun Doppeltitel bei ITF-Turnieren. Ihr bestes Abschneiden bei einem Grand-Slam-Turnier im Einzel war das Erreichen der dritten Runde von Roland Garros im Jahr 2004. Im Doppel stand sie 2011 im Viertelfinale von Wimbledon; 2012 in Paris und 2013 in Melbourne erreichte sie jeweils das Achtelfinale.
Am 2. April 2012 wurde Parra Santonja im Doppel auf Rang 22 der WTA-Weltrangliste notiert – ihre Bestmarke. Im Einzel war sie 2010 für kurze Zeit unter den 50 Besten; 2011 fiel sie wieder aus den Top 100, danach rutschte sie weiter ab. Nach ihrem Scheitern in der Qualifikation beim Rasenturnier in Nottingham Juni 2015 trat sie auf der Damentour im Einzel nicht mehr an. Ab 2005 bestritt sie vier Partien für die spanische Fed-Cup-Mannschaft bestritten, die sie allesamt gewann. 2019 beendete sie verletzungsbedingt ihre Karriere.

## Turniersiege

### Einzel
| Nr. | Datum          | Turnier         | Kategorie      | Belag     | Finalgegnerin         | Ergebnis      |
| --- | -------------- | --------------- | -------------- | --------- | --------------------- | ------------- |
| 1.  | Juni 2001      | Montemor-o-Novo | ITF $10.000    | Hartplatz | Vanessa Devesa        | 6:2, 6:2      |
| 2.  | August 2001    | Pontevedra      | ITF $10.000    | Hartplatz | Ana-Catarina Nogueira | 6:3, 6:1      |
| 3.  | September 2001 | Madrid          | ITF $10.000    | Sand      | Anna Floris           | 3:6, 6:3, 6:0 |
| 4.  | September 2001 | Barcelona       | ITF $10.000    | Sand      | Ines Heise            | 6:3, 6:2      |
| 5.  | Februar 2002   | Vale Do Lobo    | ITF $10.000    | Hartplatz | Anna Floris           | 6:0, 6:4      |
| 6.  | September 2002 | Lecce           | ITF $25.000    | Sand      | Lenka Němečková       | 6:3, 6:4      |
| 7.  | Juni 2003      | Marseille       | ITF $50.000    | Sand      | Claudine Schaul       | 6:2, 6:1      |
| 8.  | Aktober 2008   | Mexiko-Stadt    | ITF $25.000    | Hartplatz | Soledad Esperón       | 6:2, 6:2      |
| 9.  | Juli 2009      | Petingen        | ITF $75.000    | Sand      | Jekaterina Bytschkowa | 6:3, 6:2      |
| 10. | September 2009 | Saint-Malo      | ITF $100.000+H | Sand      | Alexandra Dulgheru    | 6:4, 6:3      |
| 11. | Mai 2012       | Casablanca      | ITF $25.000    | Sand      | Olha Sawtschuk        | 6:4, 6:4      |

### Doppel
| Nr. | Datum            | Turnier               | Kategorie         | Belag             | Partnerin                   | Finalgegnerinnen                                       | Ergebnis           |
| --- | ---------------- | --------------------- | ----------------- | ----------------- | --------------------------- | ------------------------------------------------------ | ------------------ |
| 1.  | September 2001   | Barcelona             | ITF $10.000       | Sand              | Anna Font Estrada           | Lana Popadic María José Sánchez Alayeto                | 6:1, 6:2           |
| 2.  | März 2002        | San Luis Potosi       | ITF $25.000       | Sand              | Dominika Luzarová           | Vanessa Menga Carla Tiene                              | 7:5, 4:6, 6:3      |
| 3.  | Juni 2003        | Galatina              | ITF $25.000       | Sand              | María Emilia Salerni        | Bahia Mouhtassine Andreea Ehritt-Vanc                  | 6:0, 7:66          |
| 4.  | Oktober 2005     | Sant Cugat del Vallès | ITF $25.000       | Sand              | Lourdes Domínguez Lino      | Conchita Martínez Granados María José Martínez Sánchez | 6:4, 6:3           |
| 5.  | 4. März 2007     | Acapulco              | WTA Tier III      | Sand              | Lourdes Domínguez Lino      | Émilie Loit Nicole Pratt                               | 6:3, 6:3           |
| 6.  | 17. Juni 2007    | Barcelona             | WTA Tier IV       | Sand              | Nuria Llagostera Vives      | Lourdes Dominguez Lino Flavia Pennetta                 | 7:63, 2:6, [12:10] |
| 7.  | Juli 2007        | Valladolid            | ITF $25.000       | Hartplatz         | Nuria Llagostera Vives      | Ria Dörnemann Justine Ozga                             | 6:0, 6:2           |
| 8.  | September 2007   | Madrid                | ITF $25.000       | Hartplatz         | María José Martínez Sánchez | Monica Niculescu Jewhenija Sawranska                   | 6:1, 7:64          |
| 9.  | April 2008       | Saint-Malo            | ITF $100.000+H    | Sand              | María José Martínez Sánchez | Renata Voráčová Nastassja Jakimawa                     | 6:2, 6:1           |
| 10. | 15. Juni 2008    | Barcelona             | WTA Tier IV       | Sand              | Lourdes Dominguez Lino      | Nuria Llagostera Vives María José Martínez Sánchez     | 4:6, 7:5, [10:4]   |
| 11. | Februar 2009     | Cali                  | ITF $50.000       | Sand              | Betina Jozami               | Frederica Piedade Nastassja Jakimawa                   | 6:3, 6:1           |
| 12. | 10. April 2011   | Marbella              | WTA International | Sand              | Nuria Llagostera Vives      | Sara Errani Roberta Vinci                              | 3:6, 6:4, [10:5]   |
| 13. | 6. Januar 2012   | Brisbane              | WTA Premier       | Hartplatz         | Nuria Llagostera Vives      | Raquel Kops-Jones Abigail Spears                       | 7:62, 7:62         |
| 14. | 11. Oktober 2012 | Sant Cugat del Vallès | ITF $25.000       | Sand              | Leticia Costas              | Inés Ferrer Suárez Richèl Hogenkamp                    | 6:3, 6:3           |
| 15. | 2. März 2013     | Acapulco              | WTA International | Sand              | Lourdes Domínguez Lino      | Catalina Castaño Mariana Duque Mariño                  | 6:4, 7:61          |
| 16. | 20. Juni 2014    | ’s-Hertogenbosch      | WTA International | Rasen             | Marina Eraković             | Michaëlla Krajicek Kristina Mladenovic                 | 0:6, 7:64, [10:8]  |
| 17. | 15. Februar 2015 | Antwerpen             | WTA Premier       | Hartplatz (Halle) | Anabel Medina Garrigues     | An-Sophie Mestach Alison Van Uytvanck                  | 6:4, 3:6, [10:5]   |
| 18. | 27. Februar 2016 | Acapulco              | WTA International | Hartplatz         | Anabel Medina Garrigues     | Kiki Bertens Johanna Larsson                           | 6:0, 6:4           |
| 19. | 6. März 2016     | Monterrey             | WTA International | Hartplatz         | Anabel Medina Garrigues     | Petra Martić Maria Sanchez                             | 4:6, 7:5, [10:7]   |
| 20. | 21. Mai 2016     | Straßburg             | WTA International | Sand              | Anabel Medina Garrigues     | María Irigoyen Liang Chen                              | 6:2, 6:0           |

## Abschneiden bei Grand-Slam-Turnieren

### Einzel
| Turnier         | 2003 | 2004 | 2005 | 2006 | 2007 | 2008 | 2009 | 2010 | 2011 | 2012 | 2013 | Karriere |
| --------------- | ---- | ---- | ---- | ---- | ---- | ---- | ---- | ---- | ---- | ---- | ---- | -------- |
| Australian Open | Q1   | 1    | 1    | 2    | Q1   | —    | —    | 1    | 1    | Q2   | Q2   | 2        |
| French Open     | Q1   | 3    | 2    | 1    | —    | —    | —    | 2    | 1    | Q2   | Q3   | 3        |
| Wimbledon       | 2    | 2    | 1    | Q2   | —    | —    | 2    | 2    | 1    | —    | —    | 2        |
| US Open         | 2    | 2    | 1    | Q1   | —    | —    | Q3   | 1    | Q1   | —    | Q1   | 2        |

Zeichenerklärung: S = Turniersieg; F, HF, VF, AF = Einzug ins Finale / Halbfinale / Viertelfinale / Achtelfinale; 1, 2, 3 = Ausscheiden in der 1. / 2. / 3. Hauptrunde; Q1, Q2, Q3 = Ausscheiden in der 1. / 2. / 3. Runde der Qualifikation; n. a. = nicht ausgetragen

### Doppel
| Turnier         | 2004 | 2005 | 2006 | 2007 | 2008 | 2009 | 2010 | 2011 | 2012 | 2013 | 2014 | 2015 | 2016 | 2017 | 2018 | 2019 | Karriere |
| --------------- | ---- | ---- | ---- | ---- | ---- | ---- | ---- | ---- | ---- | ---- | ---- | ---- | ---- | ---- | ---- | ---- | -------- |
| Australian Open | —    | 1    | —    | —    | 1    | 2    | 1    | 1    | 2    | AF   | 2    | 1    | AF   | —    | 2    | 1    | AF       |
| French Open     | 1    | 2    | —    | 2    | 1    | 2    | 1    | 2    | AF   | 2    | VF   | 1    | 1    | 1    | 2    | —    | VF       |
| Wimbledon       | 1    | 1    | —    | 2    | 1    | 1    | 1    | VF   | 1    | 1    | 1    | AF   | AF   | 2    | 2    | —    | VF       |
| US Open         | 1    | —    | —    | 1    | 1    | 1    | 1    | 2    | —    | 1    | 2    | 2    | 2    | 2    | 1    | —    | 2        |

### Mixed
| Turnier         | 2011 | 2012 | 2013 | 2014 | 2015 | 2016 | 2017 | 2018 | Karriere |
| --------------- | ---- | ---- | ---- | ---- | ---- | ---- | ---- | ---- | -------- |
| Australian Open | —    | —    | —    | 1    | 1    | 1    | —    | 1    | 1        |
| French Open     | —    | —    | —    | VF   | 1    | 1    | —    | —    | VF       |
| Wimbledon       | 1    | —    | —    | 2    | 2    | AF   | —    | 2    | AF       |
| US Open         | —    | —    | —    | 1    | 1    | 1    | 1    | —    | 1        |